# Physikalische Chemie
Die physikalische Chemie (kurz: PC oder Phys.Chem., auch: Physikochemie) ist neben der anorganischen und der organischen Chemie eines der „klassischen“ Teilgebiete der Chemie. Sie behandelt den Grenzbereich zwischen Physik und Chemie, insbesondere die Anwendung von Methoden der Physik auf Objekte der Chemie, weshalb manchmal auch der Begriff chemische Physik verwendet wird. Während in der präparativen Chemie Fragestellungen der Methodik der chemischen Synthese bekannter und neuer Substanzen im Vordergrund stehen, versucht die physikalische Chemie mit Hilfe theoretischer und experimenteller Methoden die Eigenschaften von Stoffen und deren Umwandlung zu beschreiben, mit dem Ziel, für alle relevanten Vorgänge allgemein gültige mathematische Formeln mit klar definierten Einheiten und exakten Zahlenwerten aufzustellen.
Naturgemäß besteht eine große Nähe zur Physik (insbesondere zur Molekülphysik), und die Klassifikation eines Forschungsthemas als „Physik“ oder „Chemie“ ist häufig wenig eindeutig. Trotzdem wird teilweise je nach Schwerpunktsetzung zwischen physikalischer Chemie und chemischer Physik unterschieden. Die physikalische Chemie liefert die theoretischen Grundlagen für die Technische Chemie und die Verfahrenstechnik, ist aber seit Beginn des 20. Jahrhunderts auch für die medizinische Forschung, insbesondere für die Physiologie und Pathologie relevant. Chemiker, die vorwiegend im Bereich der physikalischen Chemie tätig sind, werden als Physikochemiker bezeichnet. Die physikalische Chemie gehört zum Pflichtteil in jedem Chemiestudium.

## Geschichte

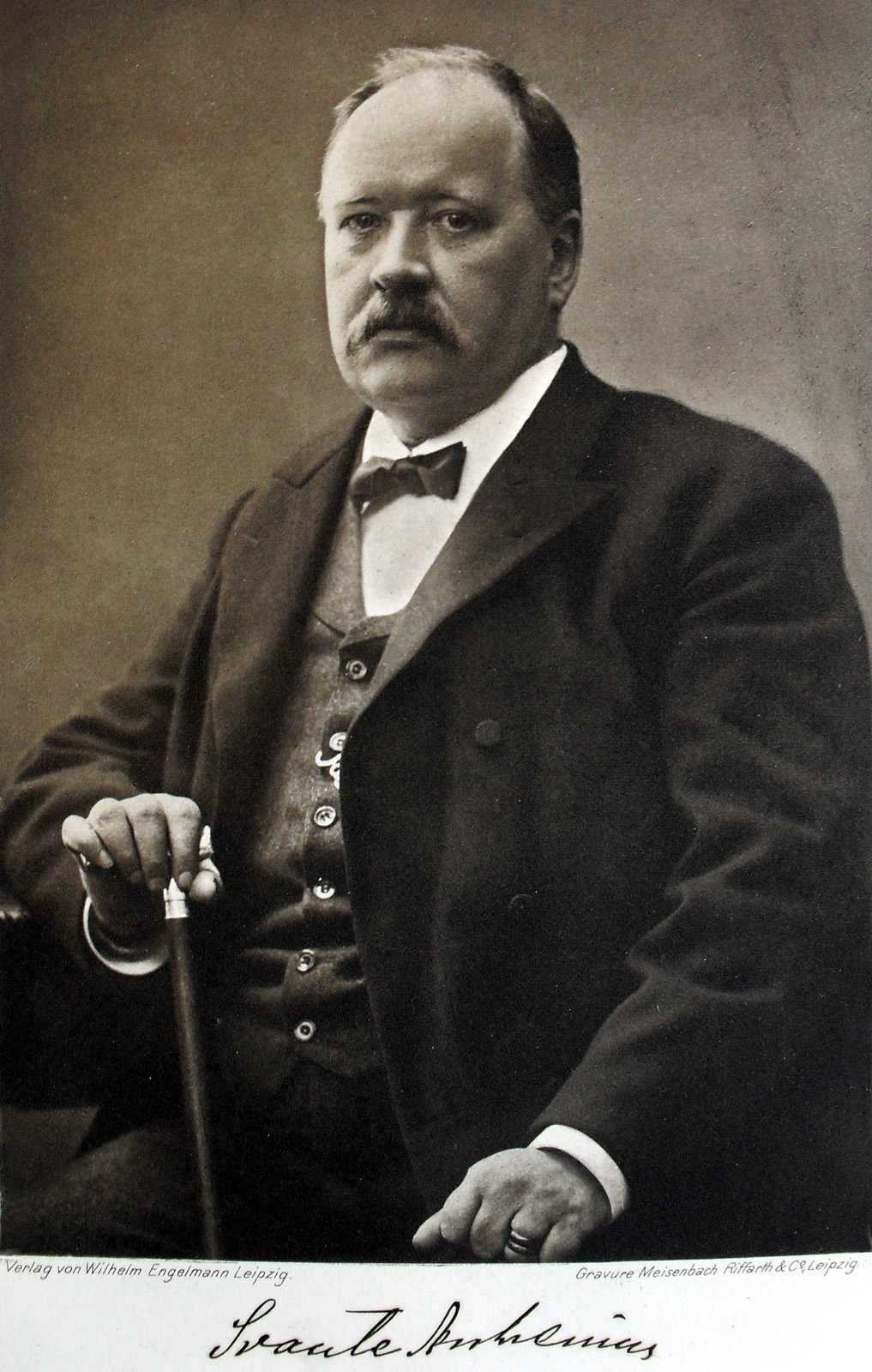
Svante Arrhenius (1909)

Die ersten Lehrgänge zu Themen aus der physikalischen Chemie wurden um 1752 an der Lomonossow-Universität in Moskau von Michail Lomonossow gehalten. 1890 führten Svante Arrhenius, Jacobus Henricus van ’t Hoff, Wilhelm Ostwald und Walther Nernst erstmals die physikalische Chemie als eigenständiges Lehrfach an Hochschulen ein. Als Begründer der physikalischen Chemie im angelsächsischen Raum gilt Josiah Willard Gibbs mit seinem 1867 veröffentlichten Artikel „On the Equilibrium of Heterogeneous Substances“, in dem er die grundlegenden Konzepte Freie Energie, chemisches Potential und Phasenregel entwickelte. Die Arbeiten von Gibbs, Robert Mayer, Hermann Helmholtz, Jacobus Henricus van ’t Hoff bildeten für Wilhelm Ostwald eine wichtige Verkettung des Energiebegriffes aus chemischer Sicht.
Gustav Wiedemann erhielt 1871 in Leipzig den ersten deutschen Lehrstuhl für physikalische Chemie. Erst 1887 konnte sich nach Neubesetzung des Lehrstuhls mit Wilhelm Ostwald die physikalische Chemie in der Forschung etablieren. Das nach Ostwald benannte Wilhelm-Ostwald-Institut für Physikalische und Theoretische Chemie der Universität Leipzig ist das älteste physikalisch-chemische Institut Deutschlands. Es wurde 1898 gegründet und zum hundertjährigen Bestehen 1998 nach seinem Gründer benannt. Ostwald wurde erster Herausgeber der 1887 gemeinsam mit van ’t Hoff gegründeten Zeitschrift für physikalische Chemie, Stöchiometrie und Verwandtschaftslehre.
Weitere spezifisch der physikalischen Chemie gewidmete Institute folgten dann auf Anregung seines Schülers Walther Nernst in rascher Folge in Göttingen (1891), Dresden (1900), Karlsruhe (1900), Berlin (1905), Aachen (1906), Breslau (1910) und andernorts.
Wilhelm Ostwald gründete 1894 die Deutsche Elektrochemische Gesellschaft, die 1901 in Deutsche Bunsen-Gesellschaft für Angewandte Physikalische Chemie umbenannt wurde. In England wurde 1903 die Faraday Society (heute Faraday Division der Royal Society of Chemistry) gegründet. Inzwischen beschäftigen sich unzählige Universitäts- und mehrere Max-Planck-Institute mit physikalischer Chemie.
Einen detaillierten Überblick über die Entstehung und Entwicklung der Physikalischen Chemie gibt ein Übersichtsartikel der Bunsen-Gesellschaft. Weitere Details finden sich unter Geschichte der Chemie, eine Liste bedeutender Physikochemiker an allen deutschen Universitäten befindet sich hier.

## Teilgebiete
Die physikalische Chemie ist in verschiedene Teilgebiete gegliedert, in denen unterschiedliche Phänomene untersucht werden. Die wichtigsten sind Theoretische Chemie, Thermodynamik, Kinetik, Spektroskopie und Elektrochemie.

### Theoretische Chemie
In der Theoretischen Chemie versucht man mit Hilfe der Mathematik oder von Computersimulationen und Rechnungen die Eigenschaften von einzelnen Molekülen oder makroskopischen Stoffmengen vorauszusagen. Die Quantenmechanik liefert die Grundlagen zum Verständnis des Aufbaus der Materie und der chemischen Bindung, während die statistische Thermodynamik die Verknüpfung mit der makroskopischen Thermodynamik liefert.

### Chemische Thermodynamik
Die chemische Thermodynamik vereinheitlichte die Energiebegriffe der elektrochemischen Arbeit (Quellenspannung), Wärmeenergie durch Temperaturerhöhung eines Stoffes, der Arbeit bei Gasausdehnung (Dampfmaschine, Verbrennungsmotor) und der Wärmeenergie bei Stoffumsetzungen (Enthalpie, z. B. Verbrennung von Kohle oder Benzin).
Die chemische Thermodynamik ermöglicht auch Aussagen, ob Stoffumsetzungen möglich sind, welche Energien sich bei einer Reaktion entwickeln oder zugeführt werden müssen, welche Stoffkonzentrationen bezüglich Produkten zu Edukten (Ausgangsstoffen) entsprechend dem Massenwirkungsgesetz zu erwarten sind, ob eine Temperatur- oder Druckerhöhung den Stoffumsatz fördert oder dämpft, welches Redoxpotential oder welche Ionenkonzentrationen einzelner Stoffe zu erwarten ist.

#### Verhalten der Gase bei Temperatur-, Volumen-, Druckänderungen
Bei Temperaturänderung und gleichbleibenden Außendruck ändert sich das Volumen eines Gases proportional zur Temperaturänderung (Gay-Lussac-Gesetz). Bei Temperaturerhöhung dehnt sich das Gas aus, bei einer Abkühlung zieht es sich zusammen. Das Volumen ist dabei bei idealen Gasen proportional zur absoluten Temperatur; auch bei realen Gasen ist diese Annahme vielfach eine gute Näherung. Wird ein Gas unter starkem Druck zusammengepresst, steigt die Temperatur und innere Energie des Gases. Diese innere Energie eines Gases kann auch Arbeit abgeben, indem sich das Gas ausdehnt. Dieser Prozess wurde beispielsweise genutzt, um Dampfmaschinen anzutreiben. Dehnt man ein Gas sehr schnell in einem Zylinder mit einem Kolben auf ein größeres Volumen aus, so kühlt sich das Gas ab. Dieser Prozess findet beispielsweise in Kühlschränken oder Luftverflüssigungsanlagen Verwendung.
In einer Dampfmaschine wird nur ein bestimmter Teil der Wärmeenergie in mechanische Energie umgewandelt. Die Wärmeenergie wird zu Arbeit, die Gesamtenergie eines abgeschlossenen Systems ändert sich jedoch nicht. Den Quotient des Wärmeenergieanteils, der bei diesem Prozess ungenutzt an die Umgebung abgegeben wird, zur Temperatur bezeichnet man als Entropie. Auch das Ausströmen eines Gases in ein Vakuum ist mit einer Entropiezunahme verbunden, der Prozess läuft nicht freiwillig in der umgekehrten Richtung ab.

#### Chemische Stoffumwandlungen
Chemische Stoffumwandlungen, die Änderungen der Aggregatzustände oder das Lösen von Salzen oder konzentrierten Säuren oder Basen in Wasser sind häufig mit einer Wärmeabgabe oder einer Wärmeaufnahme verbunden. Früher glaubten Chemiker, dass die Wärmeentwicklung Grundlage dafür sei, dass chemische Reaktionen zwischen Stoffen eintreten. Es wurden jedoch später auch Umsetzungen gefunden, bei der eine Abkühlung eintrat. Naturwissenschaftler erkannten, dass bei Stoffumwandlungen mit Wärmeabnahme die Entropie für chemische Prozesse eine wichtige Rolle spielen musste.
Die Energiemenge jeder Stoffumwandlung kann auf ein Mol Stoff bezogen werden, damit die Ergebnisse verglichen werden können. Bei der Verbrennung von 12 g Kohlenstoff zu 44 g Kohlenstoffdioxid wird eine andere Wärmemenge (Enthalpie) frei als bei der Verbrennung von 12 g Kohlenstoff zu 28 g Kohlenstoffmonoxid. Jeder stofflichen Verbindung kann – jeweils auf ein Mol bezogen – ein bestimmter Energiebetrag (Standardbildungsenthalpie) anhand der gemessenen Wärmeenergien zugewiesen werden. Unbekannte Energiebeträge, z. B. der Bildung von Kohlendioxid aus Kohlenmonoxid und Sauerstoff, können durch eine Summenbildung ermittelt werden. Aus der Kenntnis der Standardbildungsenthalpien kann der Chemiker bestimmen, wie viel Wärmeenergie bei einer Stoffumsetzung benötigt wird oder bei einer Reaktion frei wird.
Bei der Verbrennung von Wasserstoffgas und Sauerstoffgas entsteht Wasser und Wärmeenergie. Gleichzeitig vermindert sich das Gasvolumen. Die Gasverminderung bei dieser Reaktion ist eine Energiegröße (Entropie), deren Energieinhalt sich aus der Änderung des Gasvolumens entsprechend den obigen Ausführungen ergibt. Für die Mehrzahl der Stoffe kann auch die Standardbildungsentropie bestimmt werden. Energetisch ist die Standardbildungsentropie durch Multiplikation mit der absoluten Temperatur (in K) zu bestimmen. Standardbildungsenthalpie und Standardbildungsentropie sind verknüpft durch die freie Enthalpie. Bildet man die Differenzen aus den freien Enthalpien der Endprodukte zu den Ausgangsstoffen, so erhält man die freie Reaktionsenthalpie. Die freie Reaktionsenthalpie muss immer negativ sein, damit eine Reaktion möglich ist, ist sie positiv, ist die chemische Reaktion unmöglich.

#### Massenwirkungsgesetz
Das Massenwirkungsgesetz – oder genauer das chemische Gleichgewicht mit der Gleichgewichtskonstante K – beschreibt die multiplikative Verknüpfung der Konzentrationen der Produkte zu den Ausgangsstoffen. Die freie Reaktionsenthalpie ist durch eine einfache Formel mit der Gleichgewichtskonstanten des Massenwirkungsgesetzes verknüpft. Wenn die freie Reaktionsenthalpie negativ ist, bilden sich vornehmlich im Gleichgewicht aus den Ausgangsstoffen die Produkte; ist die Reaktionsenthalpie positiv, findet fast keine Umsetzung statt. Durch Temperatur- oder Druckänderungen kann das Gleichgewicht einer chemischen Umsetzung häufig verändert werden. Manchmal werden jedoch auch Katalysatoren benötigt, damit sich das Gleichgewicht wie gewünscht einstellt.
Vor der Entwicklung des Haber-Bosch-Verfahrens zur Gewinnung von Ammoniak war aus der Thermodynamik bekannt, dass eine Bildung von Ammoniak aus Wasserstoff und Stickstoff möglich sein sollte. Lange Zeit versagte jedoch die Bildung, erst durch Katalysatoren und unter höheren Temperaturen und Druck lief die Reaktion wie gewünscht ab. Der Druck war nötig, um die Entropieabnahme zu kompensieren, eine hohe Temperatur wirkte zwar nachteilig auf die Entropie, jedoch vorteilhaft bei der katalytischen Aktivierung.
Ein besonders wichtiges Gesetz, die van ’t Hoff’sche Gleichung, beschreibt die Gleichgewichtsänderung in Abhängigkeit von der Temperaturänderung. Auch Löslichkeitsprodukte von anorganischen und organischen Salzen in Wasser und anderen Flüssigkeiten lassen sich aus der freien Reaktionsenthalpie und dem Massenwirkungsgesetz berechnen. Bei Redoxreaktionen liefert die Nernst-Gleichung eine Möglichkeit, die Konzentrationen von Ionen oder die elektrochemischen Potentiale (beispielsweise von Kaliumpermanganat in saurer, neutraler und basischer Lösung) zu berechnen.

### Kinetik
Die Kinetik beschäftigt sich mit dem zeitlichen Ablauf chemischer Reaktionen (Reaktionskinetik) oder von Transportvorgängen (z. B. Diffusion, Stoffabscheidung an Oberflächen, Katalyse). In der Kinetik werden sowohl der makroskopische Verlauf einer Reaktion (Makrokinetik) als auch der genaue Verlauf einer Reaktion in den einzelnen Elementarreaktionen untersucht (Mikrokinetik).

### Spektroskopie
Spektroskopie ist ein Sammelbegriff für eine Klasse experimenteller Verfahren, die untersuchen, wie eine Probe Energie in Form von elektromagnetischer Strahlung (Radiowellen, Mikrowellen, Infrarot, sichtbares Licht, UV, Röntgen) aufnehmen oder abgeben kann. Ziel der Spektroskopie ist es, aus dem erzielten Spektrum Rückschlüsse auf die Probe zu ziehen, zum Beispiel auf deren innere Struktur (zwischenmolekulare Kraft), stoffliche Zusammensetzung oder Dynamik.

### Elektrochemie
Die Elektrochemie beschäftigt sich mit den Eigenschaften geladener Teilchen, insbesondere Ionen sowie den Auswirkungen von elektrischem Strom auf Stoffe. Die wichtigsten Untersuchungsgebiete der Elektrochemie sind die Vorgänge in meist wässrigen Lösungen von Ionen, Elektrolyten und an Elektroden. Das Zusammenspiel dieser Vorgänge ist entscheidend in Darstellungs- und Raffinationselektrolysen, Korrosionsvorgängen und dem Gebiet der Stromspeicherung in Batterien und Akkumulatoren. Weitere technisch wichtige Anwendungen der Elektrochemie sind Brennstoffzellen und die Abscheidung von Metallen auf Oberflächen in der Galvanotechnik.

## Relevanz in der Technik und im Alltag
Die physikalische Chemie beschäftigt sich mit vielen Objekten, die großes Anwendungspotential besitzen oder von entscheidender Bedeutung für die Lebensqualität der Menschheit sind.
- Im Bereich Reaktionskinetik erhielten Paul J. Crutzen, Mario J. Molina und Frank Sherwood Rowland den Nobelpreis für ihre Forschung über den Reaktionsmechanismus der Bildung und Zersetzung von Ozon.
- In praktisch jedem Auto arbeitet eine Lambdasonde im Katalysator, die ständig eine Abgasanalyse durchführt und die Kraftstoffeinspritzung anpasst, um möglichst wenig unverbrannten Kraftstoff auszustoßen und damit die Effizienz zu erhöhen.
- Für die Entwicklung neuartiger Akkus für Laptops und Mobiltelefone ist elektrochemisches Wissen unabdingbar.
- Im Bereich Wirkstoffentwicklung für die Pharmazeutische Industrie kommen immer mehr Methoden der Theoretischen Chemie zum Einsatz.
- Die physikalische Chemie ist eine der Schlüsseldisziplinen der Nanotechnologie.
- Die Methoden der Oberflächenchemie erlauben Einblicke in den Ablauf der Ammoniaksynthese, ohne die die Kunstdüngerherstellung nicht möglich und die weltweite Nahrungsmittelproduktion weit schwieriger wäre.

### Allgemeine Lehrbücher
- Peter Atkins, J. de Paula: Physikalische Chemie. 5. Auflage. Wiley-VCH, Weinheim 2013, ISBN 3-527-33247-2.
- Gerd Wedler, Hans-Joachim Freund: Lehrbuch der physikalischen Chemie. 6. Auflage. Wiley-VCH, Weinheim 2012, ISBN 978-3-527-32909-0.
- T. Engel, P. Reid: Physikalische Chemie. Pearson Studium, 2006, ISBN 978-3-8273-7200-0
- W. Bechmann, J. Schmidt: Einstieg in die physikalische Chemie für Nebenfächler. Teubner, 2005, ISBN 3-8351-0035-1
- W. J. Moore, D. O. Hummel, G. Trafara, K. Holland-Moritz: Physikalische Chemie. Walter de Gruyter, 1999, ISBN 3-11-010979-4.

### Physikalisch-chemische Fachzeitschriften
- Bunsen-Magazin der Deutschen Bunsen-Gesellschaft für Physikalische Chemie
- Chemical Physics / Chemical Physics Letters (engl.) ISSN 0009-2614
- ChemPhysChem – A European Journal of Chemical Physics and Physical Chemistry (engl.) ISSN 1439-4235
- Chemical Physics Letters
- Chemical Physics
- Journal of Physical Chemistry A

### Zeitschriftenaufsätze
- Paul Harteck: Die Quantentheorie in der Chemie. In: Naturwissenschaften. Band 38, Nr. 3, 1951, S. 61–67, doi:10.1007/BF00589913 (Vortrag, gehalten auf der Versammlung der Gesellschaft Deutscher Naturforscher und Ärzte am 23. Oktober 1950 in München).